# Парана (Риу-Гранди-ду-Норти)
Парана (порт. Paraná) — муниципалитет в Бразилии, входит в штат Риу-Гранди-ду-Норти. Составная часть мезорегиона Запад штата Риу-Гранди-ду-Норти. Входит в экономико-статистический микрорегион Пау-дус-Феррус. Население составляет 3724 человека на 2006 год. Занимает площадь 81,390 км². Плотность населения — 45,8 чел./км².

## Статистика
- Валовой внутренний продукт на 2003 год составляет 7 934 585,00 реалов (данные: Бразильский институт географии и статистики).
- Валовой внутренний продукт на душу населения на 2003 год составляет 2154,97 реалов (данные: Бразильский институт географии и статистики).
- Индекс развития человеческого потенциала на 2000 год составляет 0,609 (данные: Программа развития ООН).